# Aerojet Rocketdyne
Aerojet Rocketdyne est une société américaine spécialisée dans la conception et la construction de moteurs-fusées. Née de la fusion en 2013 des motoristes Aerojet et Pratt & Whitney Rocketdyne, la société est rachetée en décembre 2022 par L3Harris Technologies.
Aerojet Rocketdyne se classait en 2023 au 55e rang mondial pour la production d'armement.

## Historique
La société Aerojet Rocketdyne est née de la fusion en 2013 des motoristes de fusée Aerojet et Pratt & Whitney Rocketdyne. Elle est détenue par Aerojet Rocketdyne Holdings (anciennement GenCorp). Cette société détenait auparavant Aerojet et a racheté Pratt & Whitney Rocketdyne à sa maison mère Pratt & Whitney en 2013. 
En septembre 2015, Aerojet Rocketdyne lance une offre d'acquisition de 2 milliards de dollars sur United Launch Alliance, une coentreprise de Lockheed Martin et Boeing. Offre qui est rejetée rapidement par Boeing.
En 2020, Aerojet Rocketdyne ouvre son usine d'ingénierie, de fabrication et de développement (EMD) à Camden (Arkansas). L'installation d'EMD étend la production de moteurs à fusée solide dans cette ville établie depuis les années 1950 par Aerojet. La même année, Lockheed Martin envisage de racheter Aerojet Rocketdyne pour environ 5 milliards de dollars, mais y renonce en février 2022 après l'opposition de la Federal Trade Commission.
En décembre 2022, la société L3Harris Technologies fait l'acquisition d'Aerojet Rocketdyne pour la somme de 4,7 milliards de dollars américains,.

## Activité

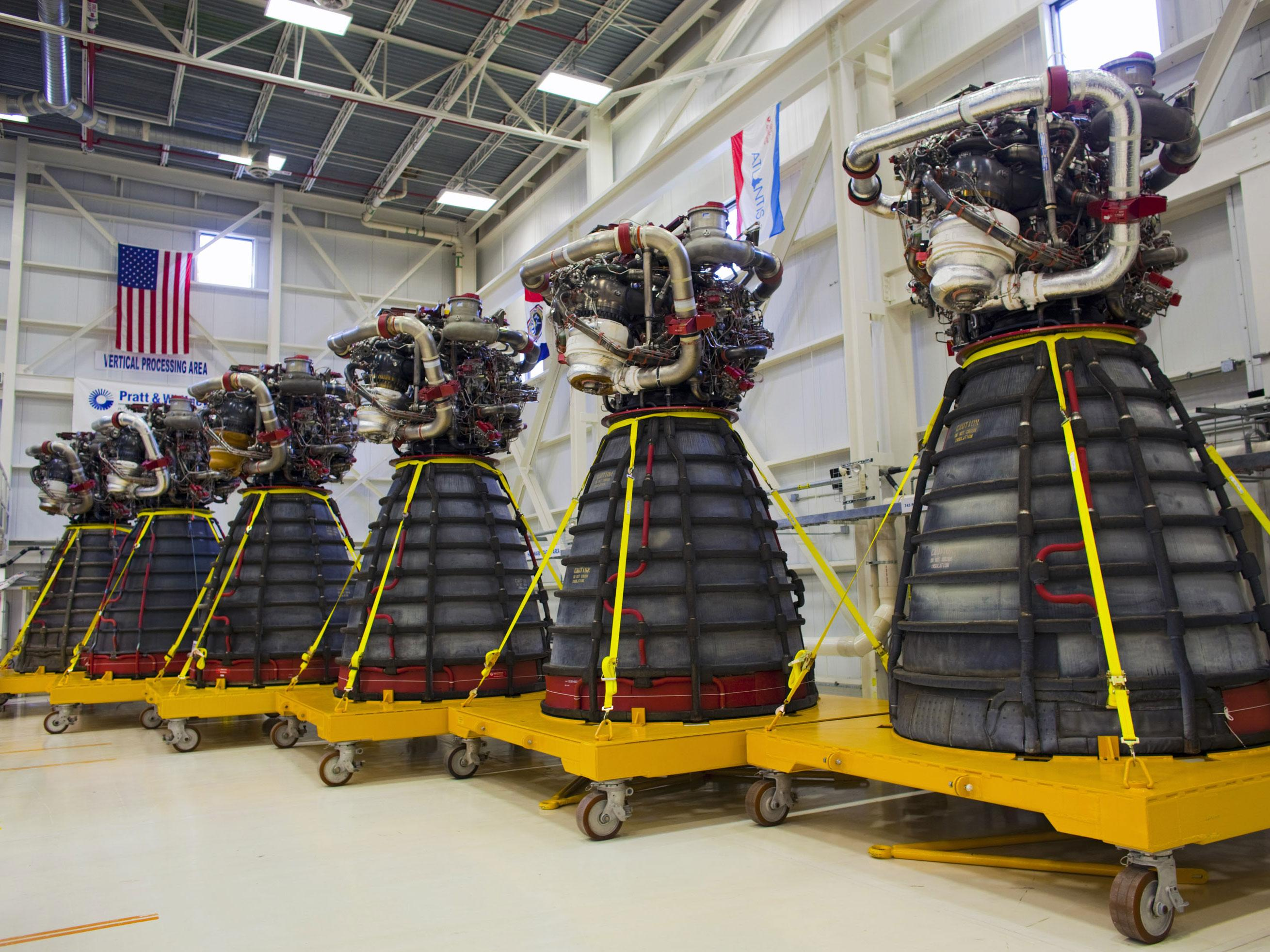
Les moteurs RS-25 propulsant la navette spatiale américaine.

La société produit, au début des années 2020, 75 000 moteurs à fusée solide par an. Essentiellement pour des missiles de toutes catégories ainsi que les moteurs de fusées suivants :
- RS-25 (LH2/LOX) – moteur propulsant le premier étage du Space Launch System et anciennement moteur principal de la navette spatiale américaine ;
- RL-10 (LH2/LOX) – moteur à ergols liquides assurant la propulsion de l'étage supérieur du lanceur Delta IV, de l'étage Centaur de l'Atlas V et utilisé sur l'ICPS et l'EUS du futur lanceur lourd Space Launch System ;
- RS-68 (LH2/LOX) – moteur du premier étage du lanceur Delta IV ;
- AR1 (en) (RP-1/LOX) – moteur en développement, proposé initialement pour le lanceur Vulcan, puis pour le lanceur Firefly Beta[11], finalement non sélectionné pour ces projets ;
- AJ10-190 (A-50/N2O4) – moteur propulsant la capsule lunaire Orion.

### Anciennes productions
- SJX61 – ramjet/scramjet propulsant le prototype hypersonique Boeing X-51 ;
- AJ10-118K (A-50/N2O4) – ancien moteur du second étage du lanceur Delta II ;
- J-2X (LH2/LOX) – proposé comme moteur du second étage EDS de la fusée Ares V et Space Launch System, il ne sera finalement pas sélectionné ;
- AJ-60A (PBHT) – ancien propulseur d'appoint à propergol solide du lanceur Atlas V.